# Hypoxis longifolia
Hypoxis longifolia är en enhjärtbladig växtart som beskrevs av John Gilbert Baker. Hypoxis longifolia ingår i släktet Hypoxis och familjen Hypoxidaceae. Inga underarter finns listade i Catalogue of Life.